# Liangcunpu
Liangcunpu (kinesiska: 梁村铺, 梁村铺乡) är en socken i Kina. Den ligger i provinsen Henan, i den centrala delen av landet, omkring 200 kilometer nordost om provinshuvudstaden Zhengzhou.
Genomsnittlig årsnederbörd är 630 millimeter. Den regnigaste månaden är juli, med i genomsnitt 207 mm nederbörd, och den torraste är januari, med 3 mm nederbörd.